# Dziedzice (województwo wielkopolskie)
Dziedzice – wieś w Polsce położona w województwie wielkopolskim, w powiecie słupeckim, w gminie Lądek.
Wieś duchowna, własność biskupstwa poznańskiego, pod koniec XVI wieku leżała w powiecie pyzdrskim województwa kaliskiego. W latach 1975–1998 miejscowość administracyjnie należała do województwa konińskiego.

## Historia
Miejscowość w zlatynizowanej formie Czecici wymieniona jest w łacińskim dokumencie z 1282 roku.